# 大原実
大原 実（おおはら みのる、1967年9月26日 - ）は、 神奈川県出身のアニメーター、アニメ監督。

## 参加作品

### テレビアニメ
1992年
- あしたへフリーキック（1992年 - 1993年、制作進行)

1996年
- ドッカン!ロボ天どん（演出）
- 新世紀エヴァンゲリオン（演出）
- ルパン三世 トワイライト☆ジェミニの秘密（助監督）
- こちら葛飾区亀有公園前派出所（絵コンテ）

1997年
- ポケットモンスター（演出）
- エルフを狩るモノたちII（絵コンテ・演出）

1998年
- 発明BOYカニパン（絵コンテ）

1999年
- ごぞんじ!月光仮面くん（絵コンテ・演出）

2001年
- The Soul Taker 〜魂狩〜（演出・演出協力)
- ヒカルの碁（絵コンテ）
- FF：U 〜ファイナルファンタジー:アンリミテッド〜（演出）

2002年
- 天使な小生意気（2002年 - 2003年、絵コンテ・演出）
- ルパン三世 EPISODE:0 ファーストコンタクト（監督・絵コンテ）
- 爆闘宣言ダイガンダー（絵コンテ）
- シスター・プリンセス RePure（絵コンテ）

2003年
- 攻殻機動隊 STAND ALONE COMPLEX（演出）
- 奇鋼仙女ロウラン（演出）
- ポポロクロイス（2003年 - 2004年、絵コンテ・演出）

2004年
- Φなる・あぷろーち（絵コンテ）
- SAMURAI 7（副監督・絵コンテ）
- Wind -a breath of heart-（絵コンテ・OP)

2005年
- SPEED GRAPHER（絵コンテ）

2006年
- ガラスの艦隊（監督・ストーリープロット・絵コンテ・演出）

2007年
- DEATH NOTE（絵コンテ）
- 風のスティグマ（絵コンテ）
- DARKER THAN BLACK -黒の契約者-（絵コンテ）
- 機動戦士ガンダム00（絵コンテ）

2008年
- 黒執事（2008年 - 2009年、絵コンテ）
- ゴルゴ13（2008年 - 2009年、絵コンテ）
- とらドラ!（絵コンテ）

2009年
- とある魔術の禁書目録（絵コンテ）
- 戦場のヴァルキュリア（絵コンテ）
- ハヤテのごとく!!（絵コンテ）
- 鋼の錬金術師 FULLMETAL ALCHEMIST（2009年 - 2010年、絵コンテ）
- シャングリ・ラ（絵コンテ）
- たまごっち!（2009年 - 2012年、絵コンテ）

2010年
- 閃光のナイトレイド（絵コンテ）
- おおきく振りかぶって〜夏の大会編〜（絵コンテ）
- 学園黙示録 HIGHSCHOOL OF THE DEAD（絵コンテ）
- おとめ妖怪 ざくろ（絵コンテ）

2011年
- テガミバチ REVERSE（演出）
- うたの☆プリンスさまっ♪ マジLOVE1000%（絵コンテ）
- ファイ・ブレイン 神のパズル（絵コンテ）
- ラストエグザイル-銀翼のファム-（2011年 - 2012年、絵コンテ）

2012年
- プリティーリズム・ディアマイフューチャー（2012年 - 2013年、絵コンテ）
- 織田信奈の野望（絵コンテ）
- 獣旋バトル モンスーノ（2012年 - 2013年、絵コンテ）
- たまごっち! ゆめキラドリーム（2012年 - 2013年、絵コンテ）

2013年
- 俺の彼女と幼なじみが修羅場すぎる（絵コンテ）
- 進撃の巨人（絵コンテ）
- 犬とハサミは使いよう（絵コンテ）
- サーバント×サービス（絵コンテ）
- ダンガンロンパ The Animation（絵コンテ）
- ダイヤのA（2013年 - 2014年、絵コンテ）
- 勇者になれなかった俺はしぶしぶ就職を決意しました。（絵コンテ）
- ガリレイドンナ（絵コンテ）

2014年
- Wake Up, Girls!（絵コンテ）
- レディ ジュエルペット（2014年 - 2015年、絵コンテ）
- 龍ヶ嬢七々々の埋蔵金（絵コンテ）
- キャプテン・アース（絵コンテ）
- 精霊使いの剣舞（絵コンテ）
- テンカイナイト（2014年 - 2015年、絵コンテ）

2015年
- 魔法少女リリカルなのはViVid（絵コンテ）
- 終わりのセラフ（絵コンテ）
- がっこうぐらし!（絵コンテ）
- かみさまみならい ヒミツのここたま（2015年 - 2018年、絵コンテ）

2016年
- 最弱無敗の神装機竜（絵コンテ）
- 甲鉄城のカバネリ（絵コンテ）
- 12歳。～ちっちゃなムネのトキメキ～（絵コンテ）
- orange（絵コンテ）
- ダンガンロンパ3 -The End of 希望ヶ峰学園-（絵コンテ）
- ねじ巻き精霊戦記 天鏡のアルデラミン（絵コンテ）
- ステラのまほう（絵コンテ）

2017年
- カードファイト!! ヴァンガードG NEXT（絵コンテ）
- 覆面系ノイズ（絵コンテ）
- 18if（監督・脚本・絵コンテ・演出）
- プリプリちぃちゃん!!（絵コンテ）

2018年
- カードキャプターさくら クリアカード編（絵コンテ）
- 鹿楓堂よついろ日和（絵コンテ）
- 学園BASARA（監督・演出・絵コンテ・オープニング・エンディングアニメーション)

2019年
- イナズマイレブン オリオンの刻印（絵コンテ）
- デュエル・マスターズ（2019年 - 2020年、絵コンテ）
- ジョジョの奇妙な冒険 黄金の風（絵コンテ）
- キラキラハッピー★ ひらけ!ここたま（絵コンテ）
- BEM（絵コンテ）
- ファンタシースターオンライン2 エピソード・オラクル（2019年 - 2020年、絵コンテ）

2020年
- 妖怪学園Y 〜Nとの遭遇〜（絵コンテ）
- デュエル・マスターズ キング（2020年 - 2021年、絵コンテ・演出）
- やはり俺の青春ラブコメはまちがっている。完（絵コンテ）

2021年
- カードファイト!! ヴァンガード overDress（絵コンテ）
- デュエル・マスターズ キング!（2021年 - 2022年、絵コンテ）
- 不滅のあなたへ（絵コンテ）
- ぼくたちのリメイク（絵コンテ）

2022年
- デュエル・マスターズ キングMAX（絵コンテ・演出）
- 骸骨騎士様、只今異世界へお出掛け中（絵コンテ）
- シャドウバースF（絵コンテ）
- 新テニスの王子様 U-17 WORLD CUP（絵コンテ）
- ゴールデンカムイ（絵コンテ）
- デュエル・マスターズ WIN（2022年 - 2023年、絵コンテ）
- うる星やつら（2022年版）（2022年 - 2023年、絵コンテ）
- 僕のヒーローアカデミア（絵コンテ）

2023年
- スパイ教室（絵コンテ）
- 真・進化の実〜知らないうちに勝ち組人生〜（絵コンテ）
- ぷにるんず（絵コンテ）
- デュエル・マスターズ WIN 決闘学園編（2023年 - 2024年、絵コンテ）
- MIX MEISEI STORY 2ND SEASON 〜二度目の夏、空の向こうへ〜（絵コンテ）
- キャプテン翼シーズン2 ジュニアユース編（2023年 - 2024年、絵コンテ）

2024年
- ループ7回目の悪役令嬢は、元敵国で自由気ままな花嫁生活を満喫する（絵コンテ）
- め組の大吾 救国のオレンジ（絵コンテ）
- 魔王の俺が奴隷エルフを嫁にしたんだが、どう愛でればいい?（絵コンテ）
- THE NEW GATE（絵コンテ）
- ひみつのアイプリ（絵コンテ）
- 新テニスの王子様 U-17 WORLD CUP SEMIFINAL（絵コンテ）
- 凍牌〜裏レート麻雀闘牌録〜（絵コンテ）
- シンカリオン チェンジ ザ ワールド（2024年 - 2025年、絵コンテ）

2025年
- 薬屋のひとりごと（絵コンテ）
- Summer Pockets（絵コンテ）
- 鬼人幻燈抄（絵コンテ）
- 地獄先生ぬ〜べ〜 (2025)（絵コンテ）

### 劇場アニメ
- マクロスプラス MOVIE EDITION（1995年、演出助手）
- それいけ!アンパンマン 虹のピラミッド（1997年、助監督・ストーリーボード)
- それいけ!アンパンマン てのひらを太陽に（1998年、助監督）
- ポケモン・ザ・ムービーXY 光輪の超魔神 フーパ（2015年、絵コンテ）
- 映画 妖怪学園Y 猫はHEROになれるか（2019年、絵コンテ）

### OVA
- マクロスプラス（1994 - 1995年、演出助手）

### Webアニメ
- モンスターストライク（2015年、絵コンテ）
- 殺せんせーQ!（2017年、絵コンテ）